# Almendra (Zamora)

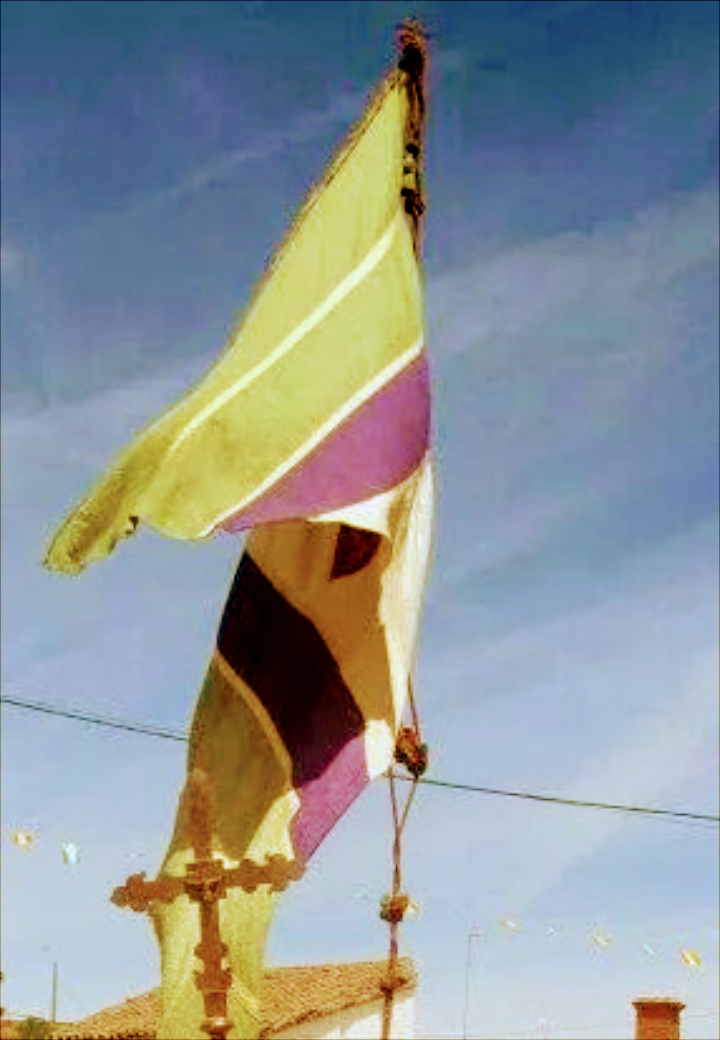
Pendón Almendruco.

Almendra es una localidad zamorana cabecera de distrito del Ayuntamiento de San Pedro de la Nave-Almendra (Almendra, Valdeperdices y El Campillo) heredado de la antigua jurisdicción del desaparecido pueblo con el mismo nombre.

## Historia
Almendra viene de antiguo y así sus piedras lo atestiguan, a no más de quinientos metros de la actual ubicación  y en la zona del embalse (los tesoros), se localiza un antiguo asentamiento de la época romana altoimperial de los siglos III o IV que por su extensión y restos indica que habría un nada desdeñable número de habitantes, 

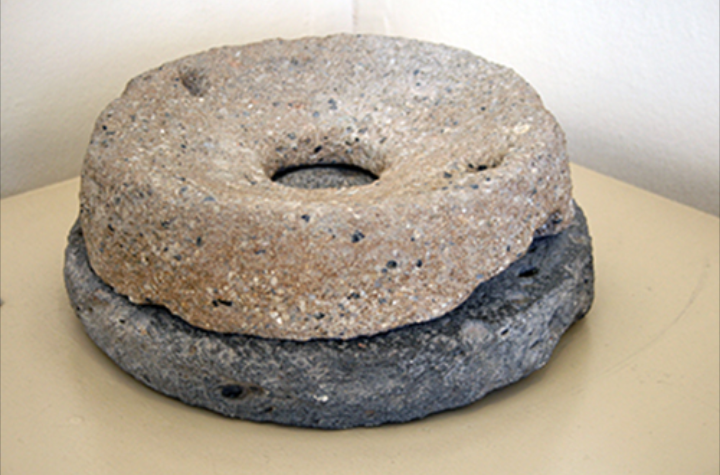
Molino de mano " pre-romano".

y a no más de media legua en el "Alto de los castillos", según algún historiador y arqueólogo un más que probable castro prerromano.
Almendra siempre creció y vivió al amparo de uno de los mayores y más caudalosos ríos del norte de la península ibérica, el río Astur (Esla), frontera natural entre tribus, pueblos y naciones. La actual ubicación proviene de las épocas de las primeras repoblaciones allá por el siglo IX tras la reconquista de estas tierras por parte del rey Ordoño I y luego de su hijo Alfonso III.    

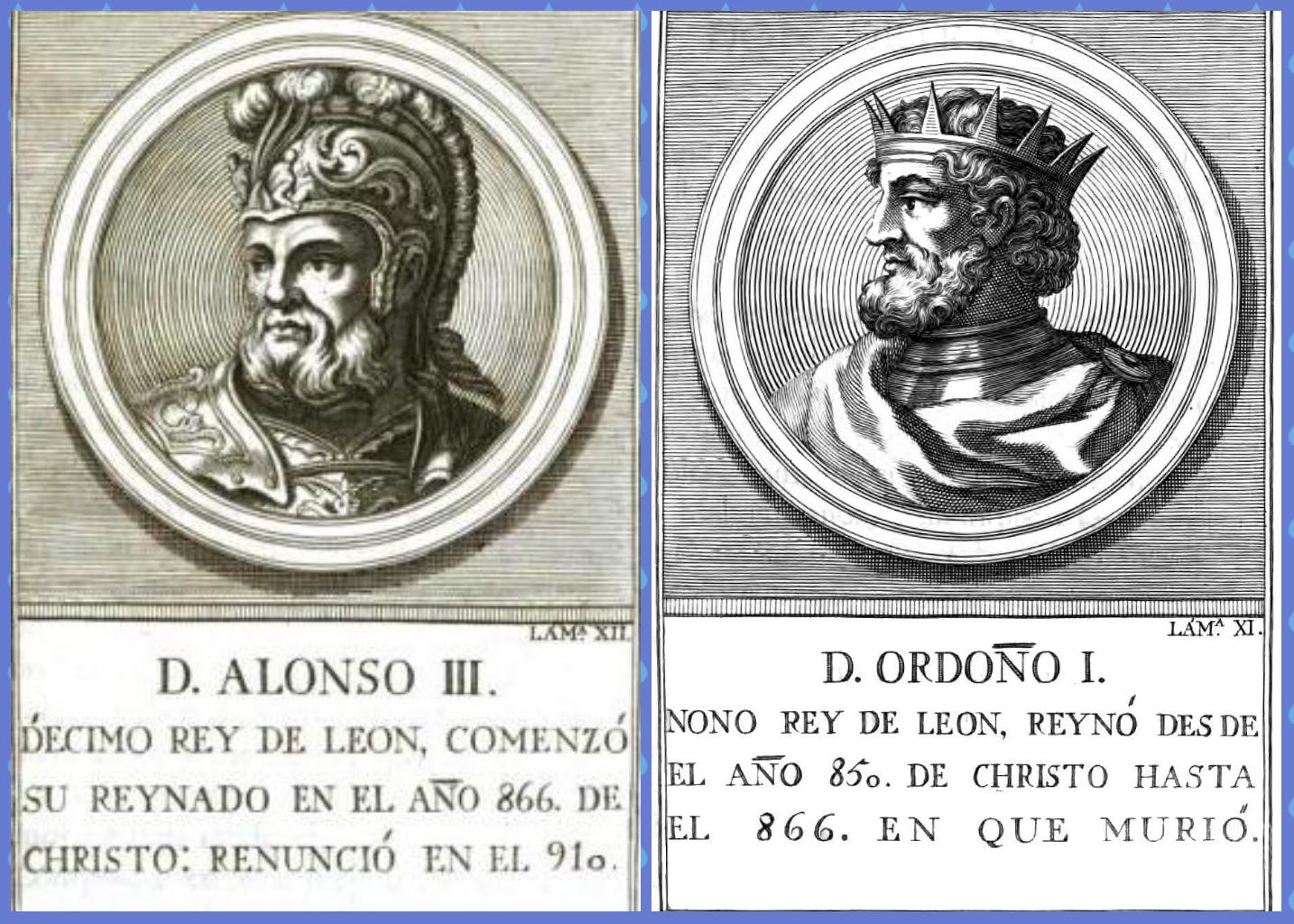
Reconquistaron Zamora

Almendra como nombre viene del árabe pues en la repoblación de Zamora y sus tierras se realizó con población mozárabe del interior del Reino de León,(si bien se especula con que Almendra al igual que San Pedro de la Nave estuvieran siempre habitadas), como de otros procedentes de la zona árabe del bajo Duero; como anécdota almendra tiene dos gentilicios, "almendruco" que evidentemente viene de almendra y amindolano, que proviene de la palabra amindolas (amígdalas), que es así como llamaban los griegos y los romanos a dicho fruto seco.
Una vez cristianizada la zona pasó a depender del monasterio benedictino de Celanova (Ourense), posteriormente pasaría al de la misma congregación de San Benito de Zamora, para terminar en manos de la mitra (obispado) de Zamora, pasándose a llamar Almendra del Obispo.  

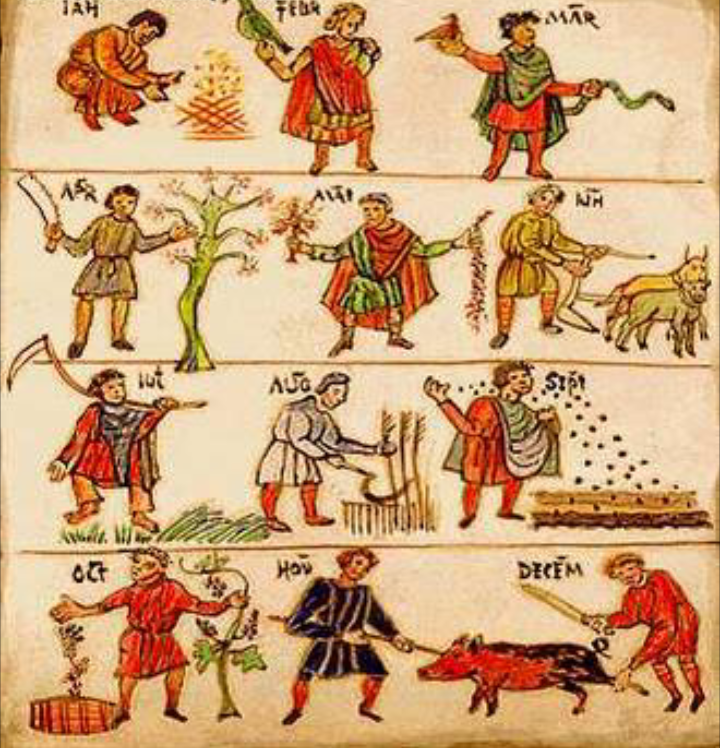
Trabajos del vasallaje feudal.

Ya en el año de 1256 almendra obtendría unos fueros cómo Villa de siervos y vasallaje, campesinos con derecho y heredades así como obligaciones y pago de tributos ( diezmos)al obispado, al ceder este el término para el laboreo y pastoreo del mismo, se conceden explotación de molino y pesquera qué marcará durante siglos la vida del pueblo, por aquellas tierras los molinos escaseaban, siendo desde entonces Almendra un pueblo al que acudían a moler vecinos de los alrededores. Y si no más que una vida de trabajo y avatares de aquellas épocas.

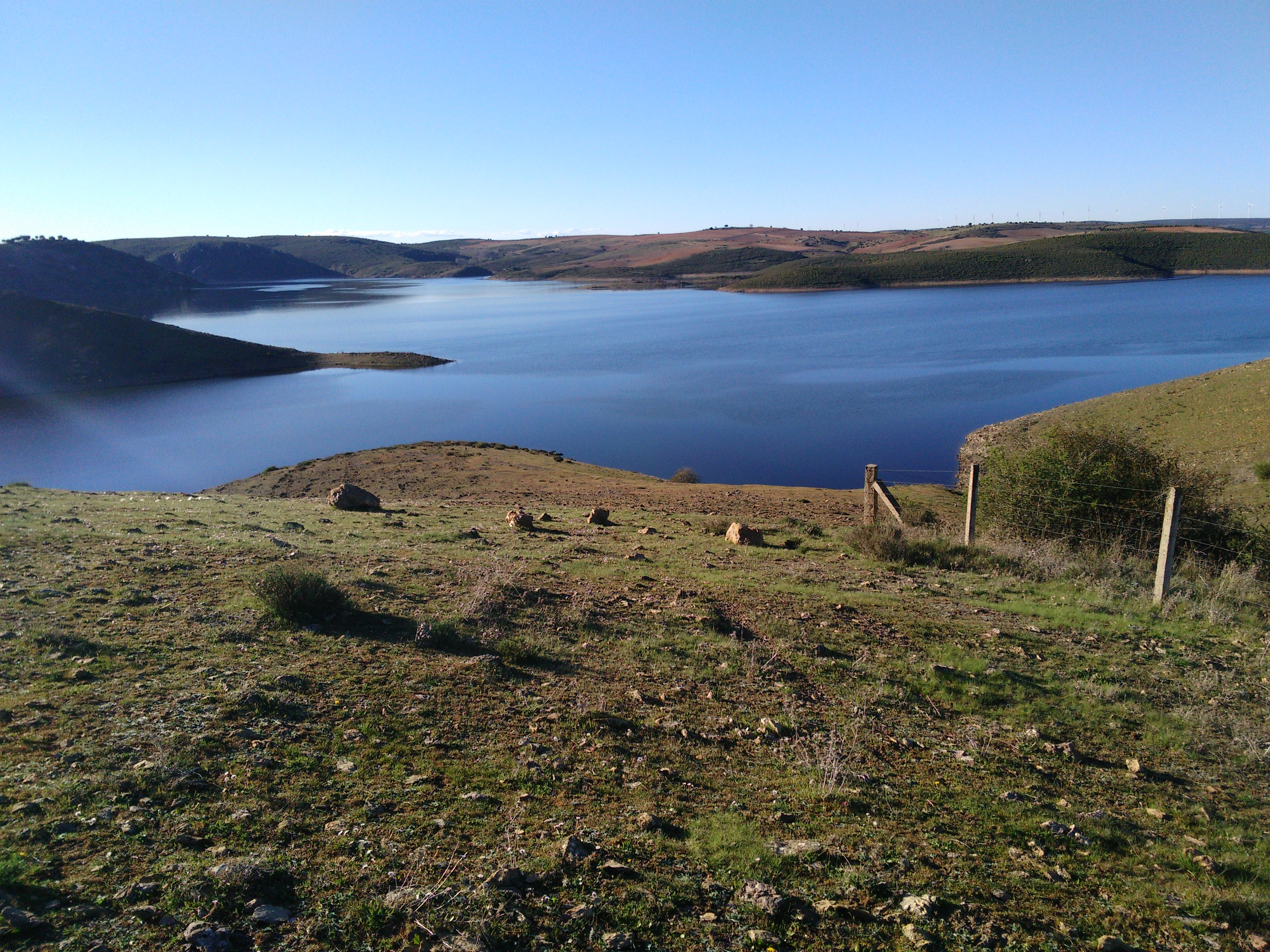
Embalse del Esla a su paso por Almendra.

Almendra llegaría al año 1933, cuando se vio obligada a desprenderse de su joya más querida y preciada, la Vega del Esla, que sería inundada con el pantano de Ricobayo para dar electricidad al desarrollo de las ciudades e industrias, y el empobrecimiento del pueblo, de aquella a estas fechas poco más que reseñar a excepción de la progresiva despoblación del pueblo, que si no se remedia en pocos años no serán más que un recuerdo de una pequeña historia.

## Fiestas y tradiciones
Las fiestas patronales de San Gregorio son el fin de semana más próximo al día 9 de mayo.
Almendra es un pueblo de tradiciones
antiguas, pero al igual que muchos
otros estas han ido perdiéndose con
el paso del tiempo.
La llegada hace

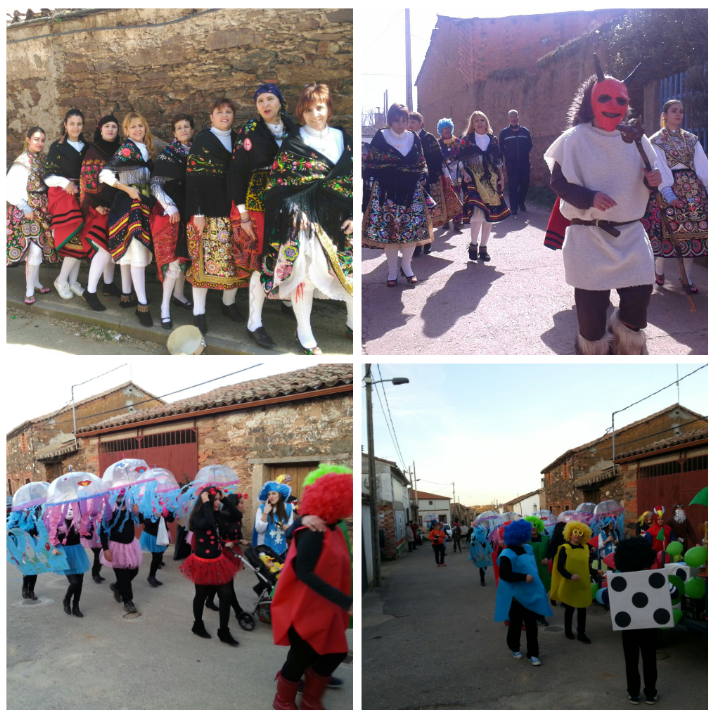
Antruejos - carnavales en Almendra

pocos años de la ”Asociación cultural
Almendra del Pan”a propiciado que
algunas fiestas y tradiciones como los
”Antruejos” Zamoranos se recuperen
en los días del sábado y domingo de
carnaval.
También cabe mención ”LaMachorra”
fiesta antigua donde los mozos del

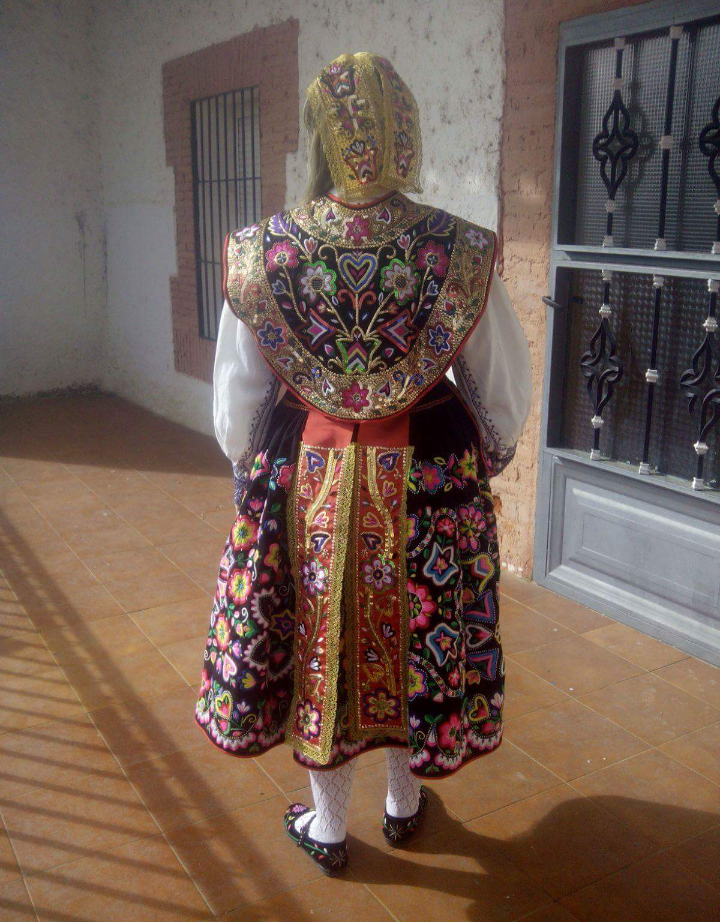
Detalles traje Regional.

pueblo corrían una oveja por las calles
del pueblo, picando en cada casa para
que los vecinos aportarán viandas al
guiso del animal que luego se comerían
entre los mozos en fiesta de hermandad.
Mención especial "la cordera” el
último día den año, en la misa del gallo. 
Y

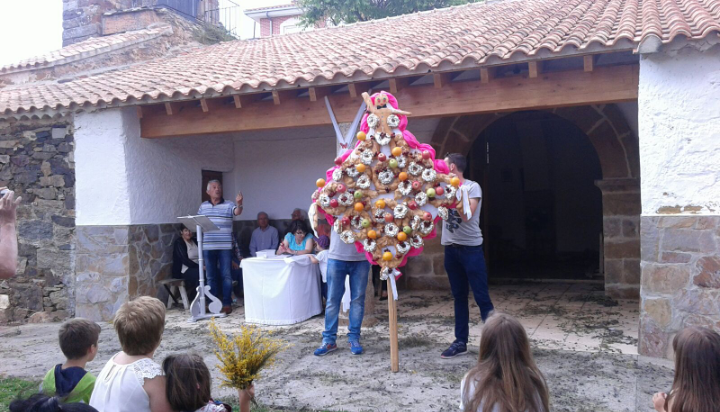
" El Ramo "Copus Christi.

el día de Corpus Christi ”el Ramo”, donde las vecinas del pueblo elaboran roscas de pan de anís y se subastan
para beneficio de la parroquia.

## Gastronomía
Almendra posee una gastronomía rica y variada basada principalmente en productos autóctonos. Aquí las cocinas olían y cantaban sus pucheros como los ángeles. La Matanza proporcionaba despensa para todo el año, eminentemente agrícola-ganadero, no podían faltar los guisos de cordero así como los de pedresos( gallos), los arroces con cerdo o aves y una gran variedad de platos potentes, cocidos de legumbres generosos con su sopa y relleno, estofados y guisos de caza, por no mencionar lo rico del huerto; esas ensaladas de lechuga, tomate y pimiento o de pepino con aceite y pimentón, ricos pistos y mojes de judías verdes,

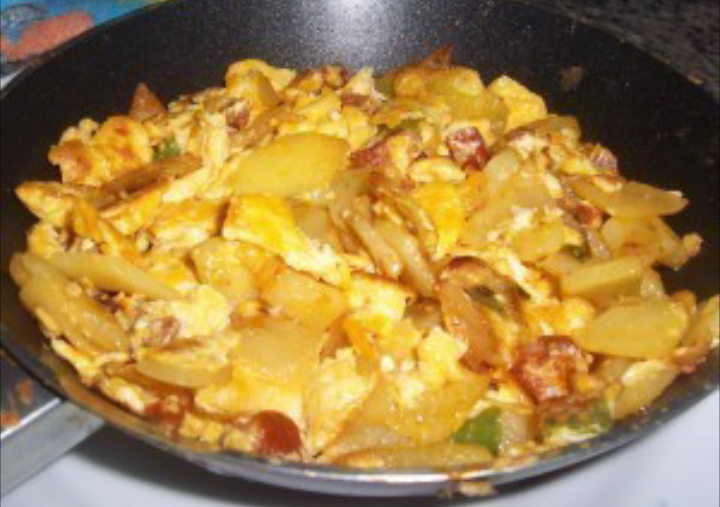
"Patatas lavanderas"

las patatas lavanderas o esas meriendas de tortilla con pichones de huerto (pimientos), aquí como buenos zamoranos al bacalao y al pulpo se les ovaciona, al barbo y otros peces de río se les prepara el "moje Pescador", y a pesar de las argañas,(espinas) se convierte en todo un manjar.

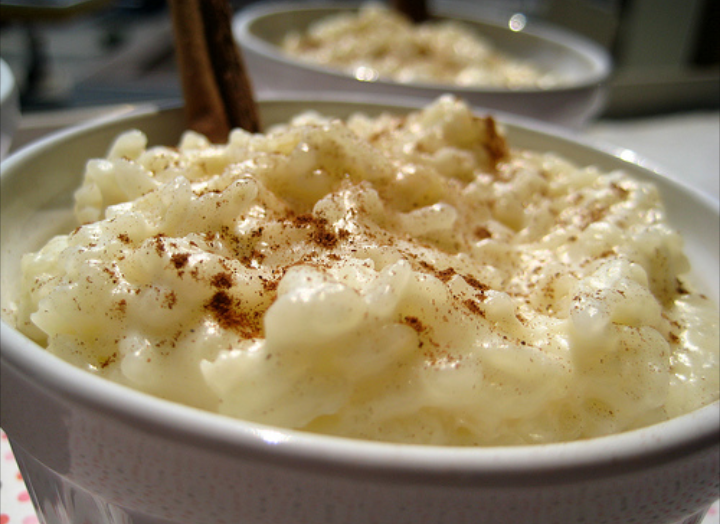
Arroz con leche Almendruca

No menos merecen los postres y dulces; con gran variedad en pastas, bollo Maimón (bizcocho), rosquillas de anís, magdalenas, pero sobre todas ellas,"el arroz con leche", no hay casa por aquí que no sé precie de hacer la mejor.

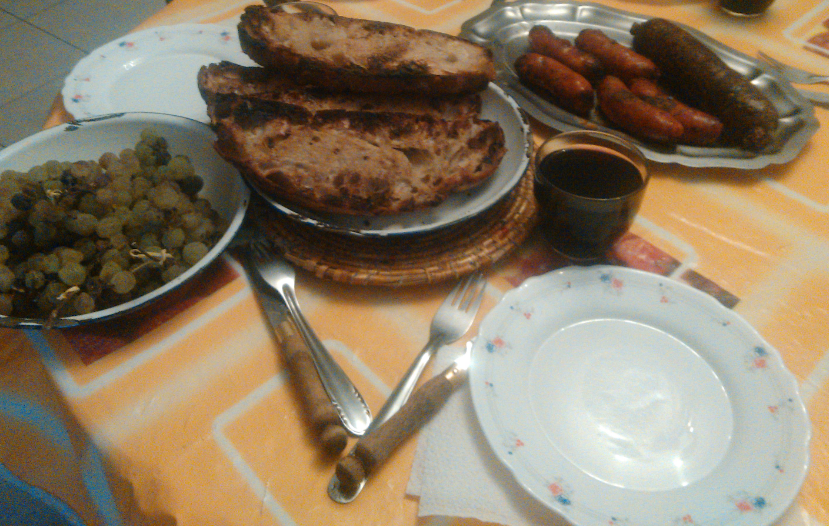
!!Torradas bien acompañadas!!

Mención especial por estos lares a "Su Majestad la torrada", roba-almas y estómagos de todos quienes la prueban: una rebanada de hogaza de pan Zamorano, untada con el tocino del cocido a la vez que se tosta al humor de la lumbre.